# 周南 (成化戊戌進士)
周南（1448年—1529年），字文化，浙江承宣布政使司處州府縉雲縣（今浙江省縉雲縣）人，軍籍，明朝政治人物，官至都察院右都御史、兩廣總督。

## 生平
早年出身國子生，成化七年（1471年）辛卯科浙江鄉試第八十八名。成化十四年（1478年）戊戌科會試第三百三十五名。成化十四年（1478年）戊戌科進士，授監察御史，出按京畿等地。弘治初年，出按廣東等地，彈劾總兵官柳景。六年（1493年）八月升湖廣按察司副使，丁憂服闋，十一年十二月復除江西副使，十四年三月升本司按察使，因与巡抚林俊有隙，十六年五月与廣東按察使馬龍互相調任，十七年五月升任江西右布政使，十二月擢右副都御史，巡撫大同。明武宗繼位后，敵寇進犯宣府，周南率領參將陳雄等一同進攻并擊退。后母喪丁憂。正德三年，劉瑾亂政，以大同倉粟有浥爛者，逮捕周南及督糧郎中孫祿下詔獄，并罰輸米塞外。劉瑾被誅后，起用故官撫宣府，不赴任，引病離去。次年，起用總督南贛軍務，為首任南贛巡撫。期間平定大帽山叛變。正德九年，進為右都御史，總督兩廣軍務。正德十年（1515年）九月乞休歸，家居十四年後去世。贈太子少保。

## 家族
曾祖父周伯玉。祖父周溫善。父亲周瓘，曾任訓導。母张氏。具慶下。兄魯。弟邦、易。娶虞氏。